# 19. zongoraverseny (Mozart)
Wolfgang Amadeus Mozart 19., F-dúr zongoraversenye a Köchel-jegyzékben 459 szám alatt szerepel, és a „Koronázás II.” melléknevet viseli.

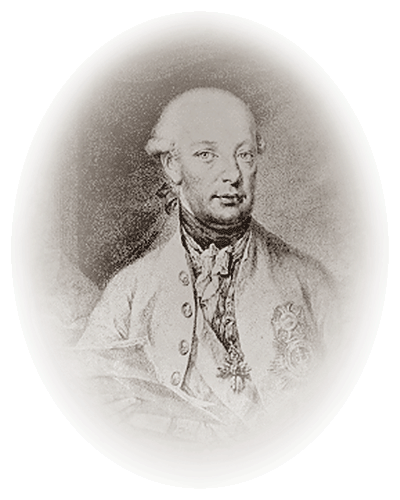
II. Lipót császár

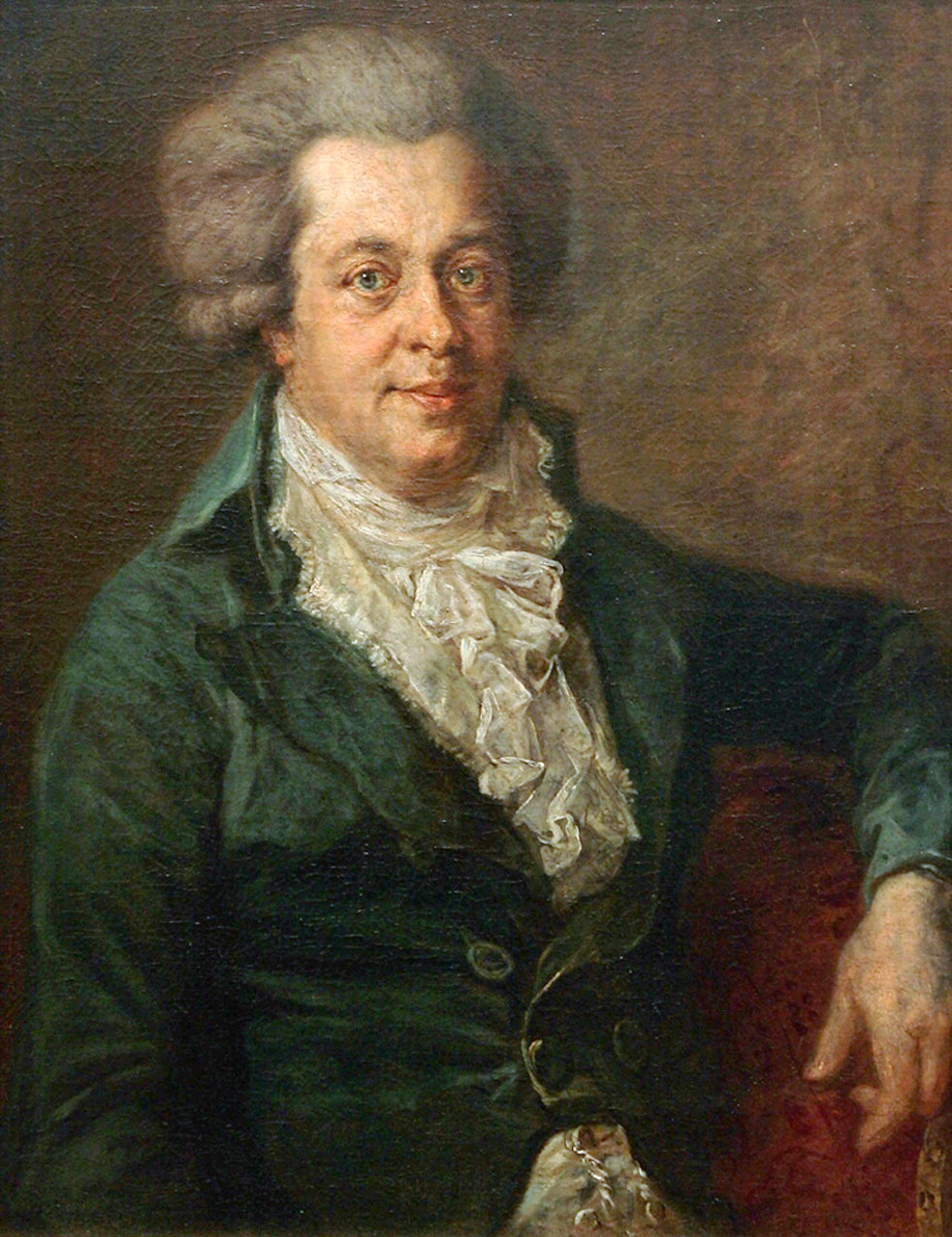
Mozart 1790-ben

## Keletkezése, története
Mozart a művet 1784. december 11-én fejezte be. A „Koronázás II.” melléknevet onnan kapta, hogy Mozart II. Lipót német-római császárrá koronázásakor, az ünnepségeken, 1790. szeptember 30-án, Frankfurt am Main-ban , a No. 26, „Koronázás I.” zongoraversennyel együtt eljátszotta.

## Szerkezete, jellemzői
Tételei:
1. Allegro 4/4
2. Allegretto 6/8, C-dúrban
3. Allegro 2/4

Az első tételen a főtéma pontozott induló jellege uralkodik. A második tétel (kivételesen nem lassú tétel, hanem Allegretto tempójú) a tavaszváró Mozart-melódiák családjába tartozó, ringató álmodozó dallam. A zárótételt kontrapunktikus szövésmóddal felépített, vígoperai finálét idéző dallam uralja.

## Ismertség, előadási gyakoriság
Hangversenyen, hanglemezen, vagy elektronikus médiákban viszonylag ritkábban hallgatható darab. 2006-ban, a Mozart-év kapcsán a Magyar Rádió Bartók Rádiójának Mozart összes művét bemutató sorozatában hallható volt, a zongoraszólamot Alfred Brendel játszotta, a St. Martin-in-the-Fields Kamarazenekart Neville Marriner vezényelte.